# Moby Dick
Moby Dick (Moby-Dick; or, The Whale) è un romanzo del 1851 scritto da Herman Melville. È considerato un capolavoro della letteratura americana della cosiddetta American Renaissance.
La storia segue il viaggio della baleniera Pequod, comandata dal capitano Achab, a caccia di balene e capodogli, e in particolare dell'enorme balena bianca che dà il titolo al romanzo, verso la quale Achab nutre una smisurata sete di vendetta.
In Italia è stato pubblicato anche con i titoli Moby Dick ovvero la balena e Moby Dick o la balena bianca.

## Storia editoriale
Il libro fu pubblicato in due versioni differenti nel 1851: in ottobre a Londra - dall'editore Bentley - col titolo The Whale ("La balena") con modifiche fatte dall'autore e dall'editore per emendare il testo dalle parti considerate oscene, blasfeme e dalle ironie verso la Corona britannica; in novembre a New York – presso l'Editore Harper & Brothers – col titolo definitivo Moby-Dick, or The Whale ("Moby Dick, ossia la balena"), ma soggetta a vari passaggi di mano ed errori di copiatura.
Il romanzo, scritto in un anno e mezzo, fu dedicato all'amico Nathaniel Hawthorne. Il libro non piacque ai contemporanei e fu un fallimento commerciale. Il fiasco di critica e pubblico - ad eccezione di Hawthorne, che plaudì all'opera - determinò la fine della carriera letteraria di Melville: alla sua morte, nel 1891, l'opera era fuori stampa, e ne erano state vendute circa 3 200 copie. Il romanzo fu riscoperto solo negli anni Venti del Novecento, collocandolo ai vertici della letteratura mondiale. L'opera di rilancio di Moby Dick si deve a D. H. Lawrence, Carl Van Doren e Lewis Mumford (su The New Republic, 1928).
Moby Dick fu tradotto in italiano per la prima volta nel 1930 dallo scrittore Cesare Pavese che non riuscì a farlo pubblicare. Solo nel 1932 l'editore Carlo Frassinelli lo fece stampare nella sua neonata casa editrice come primo titolo della collana Biblioteca europea diretta da Franco Antonicelli. Del 1958 è la traduzione per UTET di Cesarina Minoli poi ripresa nel 1986 dagli Oscar Mondadori. Nel 2010, Giuseppe Natali ha pubblicato una nuova traduzione per UTET avvalendosi della Longman Critical Edition (a cura di John Bryant e Haskell Springer), che mette a confronto le due edizioni del 1851. A fine 2015, per Einaudi, è stata pubblicata la traduzione di Ottavio Fatica. Le versioni italiane hanno cercato di integrare le due differenti edizioni – inglese e statunitense – che differiscono per centinaia di varianti, più o meno importanti.

### Genesi

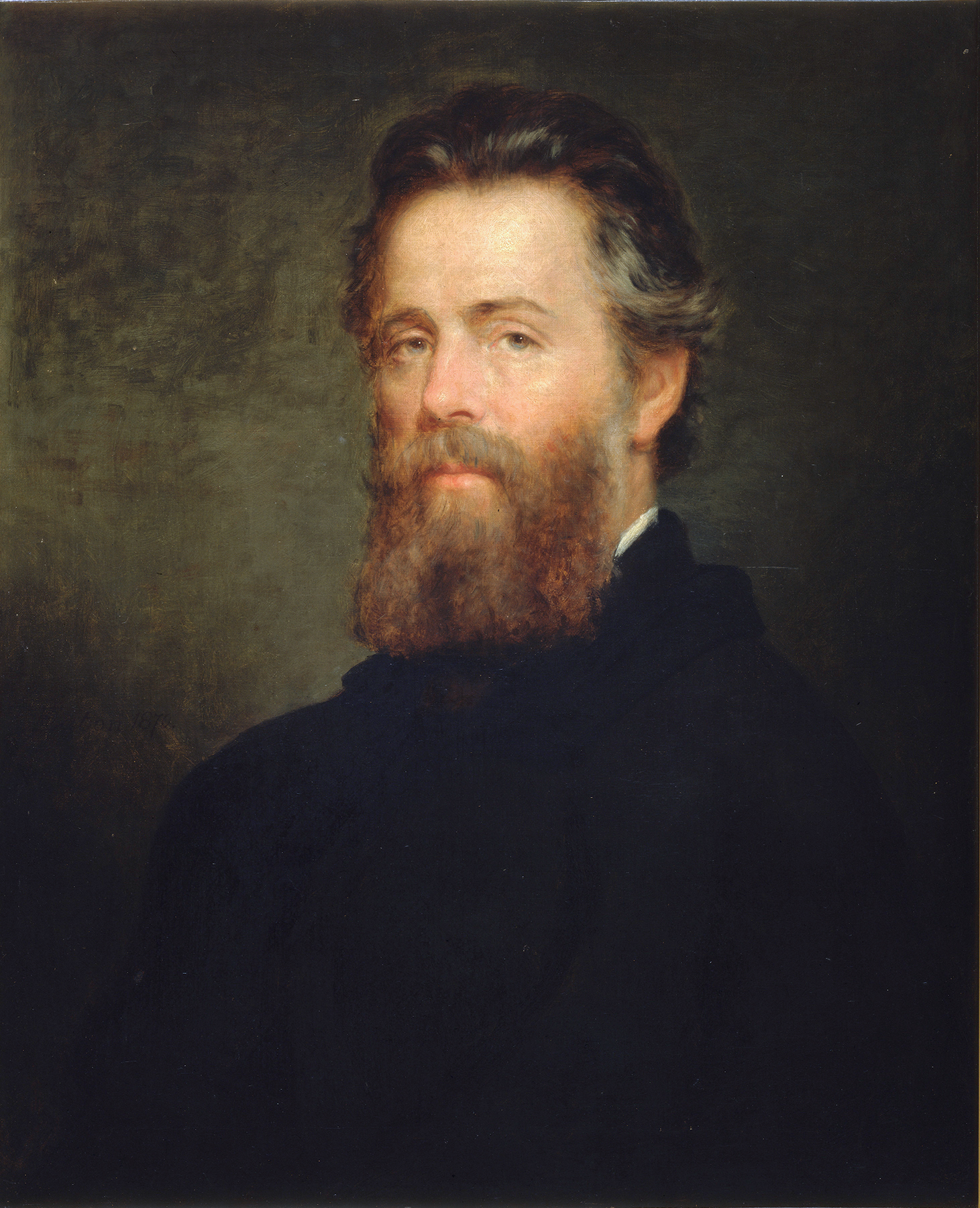
Herman Melville

Tornato a New York nell'autunno del 1844, e determinato ad affermarsi come scrittore, Melville pubblicò due racconti che furono bene accolti: Typee e Omoo, basati sul suo vagabondare sull'Oceano Pacifico che possono considerarsi l'anteprima del romanzo Moby Dick, pubblicato nel 1851, durante il periodo che è stato chiamato il Rinascimento americano, il quale vide la pubblicazione di opere letterarie come La lettera scarlatta di Nathaniel Hawthorne (1850), La capanna dello zio Tom di Harriet Beecher Stowe (1852) così come Walden (1854) di Henry David Thoreau e la prima edizione di Foglie d'erba di Walt Whitman (1855).
Due avvenimenti reali costituirono la genesi del racconto di Melville. Il primo è l'affondamento nel 1820 della baleniera Essex di Nantucket, dopo l'urto con un enorme capodoglio 3 200 km dalla costa occidentale del Sud America. Il primo ufficiale Owen Chase, uno degli otto sopravvissuti, riportò l'avvenimento nel suo libro del 1821 Narrazione del naufragio della Baleniera Essex di Nantucket che fu affondata da un grosso capodoglio al largo dell'Oceano Pacifico.
Il secondo evento fu la presunta uccisione, attorno al 1830, del capodoglio albino Mocha Dick nelle acque al largo dell'isola cilena di Mocha. Si raccontava che Mocha Dick avesse venti o più ramponi conficcatigli nel dorso da altri balenieri e che sembrava attaccare le navi con una ferocia premeditata, come raccontò l'esploratore Jeremiah N. Reynolds, nel maggio 1839 sul The Knickerbocker.

## Tema
Sul modello dell'opera settecentesca Tristram Shandy di Laurence Sterne, demistificatore del romanzo, genere letterario più in voga ai suoi tempi, anche l'opera di Melville vuole essere fuori dagli schemi tradizionali narrativi: il contenuto enciclopedico e allo stesso tempo fortemente digressivo richiede che la lettura sia accompagnata dall'interpretazione, in quanto l'autore utilizza un gran numero di citazioni di storie epiche, shakespeariane, bibliche che rendono Melville quasi un precursore del modernismo, come quello in particolare di James Joyce.
In Moby Dick oltre alle scene di caccia alla balena, si affronta il dilemma dell'ignoto, del senso di speranza, della possibilità di riscattarsi che si può presentare da un momento all'altro. Alla paura e al terrore e alle tenebre, si affiancano lo stupore, la diversità, le emozioni che convivono insieme in questo romanzo di avventure: interiorizzando tutte le questioni, Melville vi profuse riflessioni scientifiche, religiose, filosofiche - il dibattito sui limiti umani, sulla verità e la giustizia - e artistiche del narratore Ismaele, suo alter ego e una delle voci più grandi della letteratura mondiale, che trasforma il viaggio in un'allegoria della condizione della natura umana e al contempo in una parabola avvincente dell'imprudente espansione della giovane repubblica americana.
Per il puritano Melville la lotta epica tra Achab e la balena rappresenta una sfida tra il Bene e il Male. Moby Dick riassume, inoltre, il Male dell'universo e il demoniaco presente nell'animo umano. Achab ha l'idea fissa di vendicarsi della balena che lo ha mutilato e a ciò si unisce una furia autodistruttiva: «La Balena Bianca gli nuotava davanti come la monomaniaca incarnazione di tutte quelle forze malvagie da cui certi uomini profondi si sentono rodere nell'intimo...» (traduzione di Cesare Pavese).
Ma la balena rappresenta anche l'Assoluto che l'uomo insegue e non può conoscere mai:
Quanto alla rappresentazione nel romanzo della natura, essa è un'entità tremenda e fascinosa (il mare, gli abissi) e può essere vista come esempio di Sublime romantico: lo spruzzo intermittente della balena è come un soffio potente per cui i marinai «non avrebbero potuto rabbrividire di più, eppure non provavano terrore, ma piuttosto un piacere....».
In una lettera a Hawthorne, Melville definiva il suo romanzo come il "libro malvagio" poiché il protagonista del racconto era il male, della natura e degli uomini, che egli però voleva descrivere senza rimanerne sentimentalmente o moralmente coinvolto.
Poiché l'edizione inglese mancava dell'Epilogo, che racconta la salvezza di Ishmael, sembrava che la storia fosse raccontata da qualcuno che si supponeva fosse perito. Il fatto fu riconosciuto da molti recensori britannici come una violazione delle regole delle opere di fiction e una seria pecca dell'autore.

## Trama
(Dal capitolo 133, La caccia)
Il narratore, Ismaele, è un marinaio in procinto di partire da Manhattan. Nonostante «sia oramai piuttosto vecchio del mestiere» per le esperienze vissute nella marina mercantile, questa volta ha deciso che per il suo prossimo viaggio s'imbarcherà su una baleniera. In una notte di dicembre giunge così alla Locanda dello Sfiatatoio, presso New Bedford, accettando di dividere un letto con uno sconosciuto al momento assente. Quando il suo compagno di branda, un tatuatissimo ramponiere polinesiano chiamato Queequeg, fa ritorno a ora tarda e scopre Ismaele sotto le sue coperte, i due uomini si spaventano reciprocamente. Diventati presto amici, i due decideranno di imbarcarsi assieme dall'isola di Nantucket sulla Pequod, «...bastimento vecchio e inusitato... una nave della vecchia scuola, piuttosto piccola... Stagionata e tinta dalle intemperie di tutti e quattro gli oceani. Un veliero cannibale, che si ornava delle ossa cesellate dei suoi nemici» con le quali è stata adornata. La nave è equipaggiata da 30 marinai di ogni razza e provenienti da ogni angolo del pianeta.
La nave è comandata da Achab, un inflessibile capitano quacchero, che sembra non essere sulla nave, descritto da uno degli armatori come «un grand'uomo, senza religione, simile a un dio», il quale «è stato all'università e insieme ai cannibali». Poco dopo, sul molo, i due amici s'imbattono in un misterioso uomo dal nome biblico di Elia che allude a future disgrazie che colpiranno Achab. Il clima di mistero cresce la mattina di Natale quando Ismaele vede delle oscure figure nella nebbia vicine al Pequod, che proprio quel giorno spiega le vele.

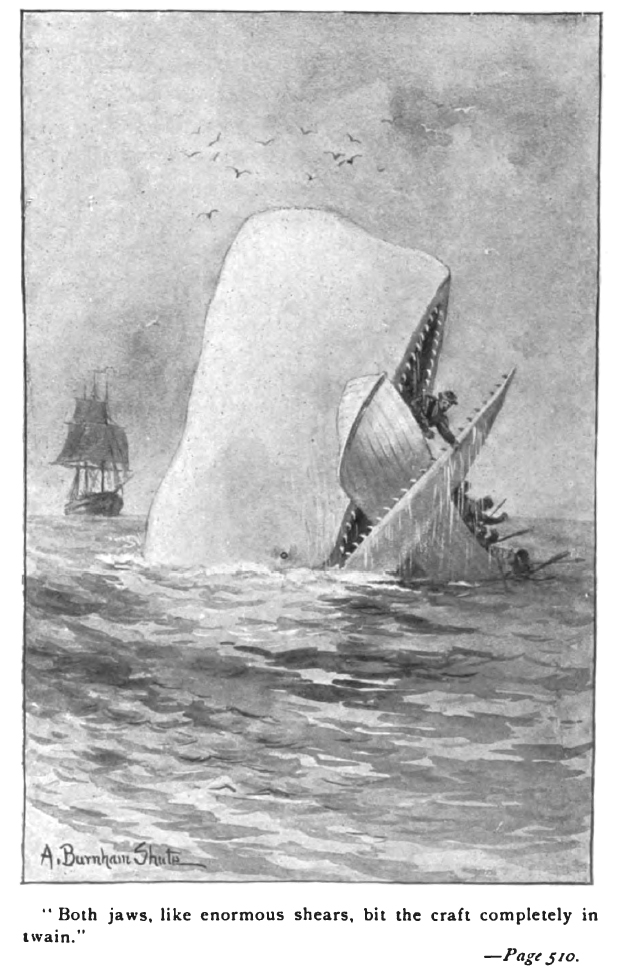
Moby Dick

All'inizio sono gli ufficiali della nave a dirigere la rotta, mentre Achab se ne sta rinchiuso nella sua cabina. Il primo ufficiale è Starbuck, anch'egli quacchero come Achab, che si dimostra serio e sincero oltre che un abile comandante; in seconda c'è Stubb, spensierato e allegro, sempre con la sua pipa in bocca; il terzo ufficiale è Flask, tozzo e di bassa statura e del tutto affidabile. Ciascun ufficiale è responsabile di una lancia con il proprio ramponiere.
Una mattina, qualche tempo dopo la partenza, finalmente Achab compare sul cassero della nave. La sua è una figura imponente e impressionante con una gamba che gli manca dal ginocchio in giù, rimpiazzata da una protesi realizzata con la mascella di un capodoglio. Achab svela all'equipaggio che il vero obiettivo della caccia è Moby Dick, un vecchio ed enorme capodoglio, dalla pelle chiazzata e con una gobba pallida come la neve, che lo ha menomato durante il suo ultimo viaggio a caccia di balene. Egli non si fermerà davanti a niente nel suo tentativo di uccidere la balena bianca. Il primo ufficiale Starbuck, che vorrebbe invece cacciare le balene e ritornarsene tranquillamente a casa, rifuggendo dall'odio e dalla vendetta, alla fine obbedirà al suo capitano.
Melville, intervenendo in prima persona, prova a dare una prima classificazione enciclopedica delle balene, dividendole in balene In-Folio, balene In-Ottavo e balene In-dodicesimo; si noti che l'autore definisce la balena come "un pesce che sfiata e con pinna orizzontale". 
Durante la prima calata della lance per inseguire un gruppo di balene, Ismaele riconosce gli uomini intravisti nella foschia prima che il Pequod salpasse. Achab aveva in segreto portato con sé il proprio equipaggio, incluso un ramponiere chiamato Fedallah (a cui si fa anche riferimento come 'il Parsi'), un enigmatico personaggio che esercita una sinistra influenza su Achab al quale profeterà che la morte li colpirà assieme.
Il romanzo descrive numerosi "gam", incontri fra due navi in mare aperto durante i quali per Achab c'è un'unica domanda che sempre pone all'equipaggio delle altre navi: «Avete visto la Balena Bianca?»

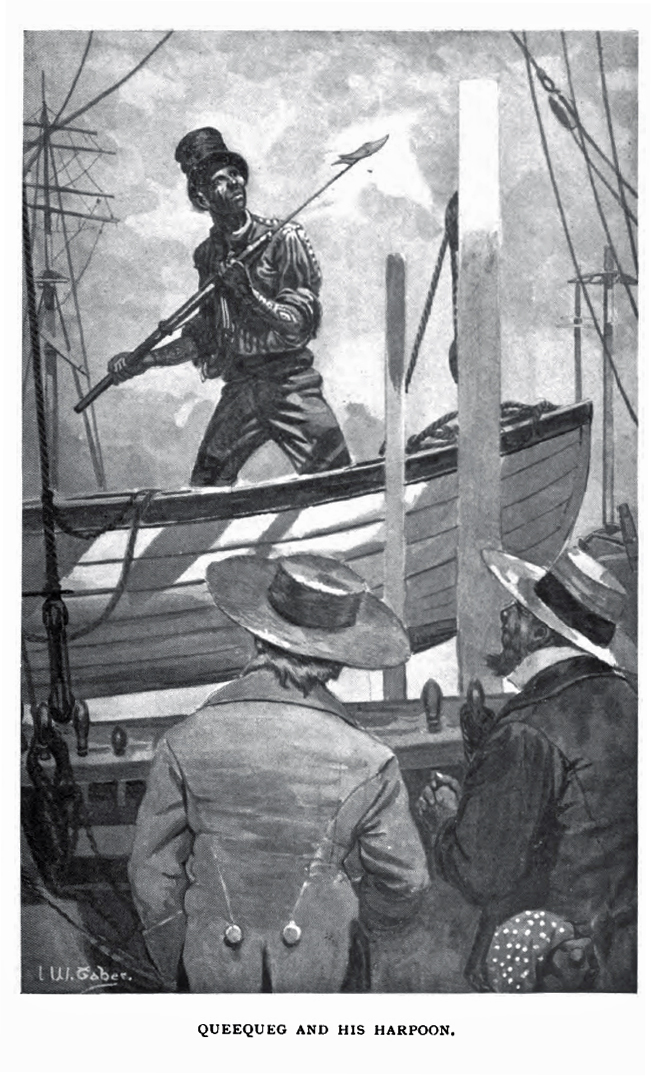
Queequeg

Quando il Pequod entra nell'Oceano Pacifico, Queequeg si ammala mortalmente e chiede al carpentiere della nave che gli venga costruita una bara, ma poi decide di continuare a vivere, e la bara diviene così la sua cassa portaoggetti che poi verrà calafatata e adattata per rimpiazzare il gavitello del Pequod.

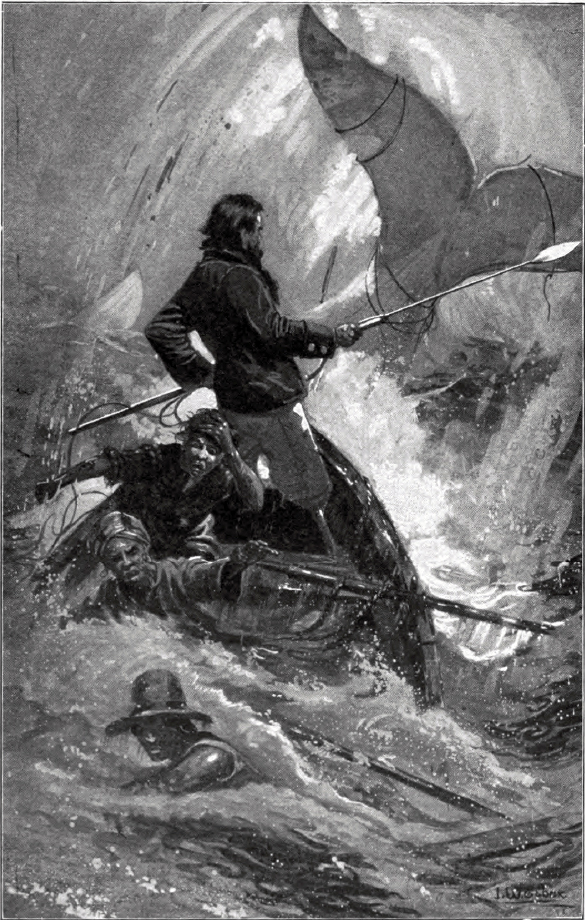
Achab rampona Moby Dick

Da equipaggi di altre baleniere giungono notizie su Moby Dick. Il capitano Boomer del Samuel Enderby, che ha perso un braccio proprio a causa della balena, si stupisce di fronte al bruciante bisogno di vendetta di Achab. Dalla nave Rachele arriva una richiesta di aiuto per ricercare il figlio più giovane del capitano andato disperso con la sua barca durante un recente scontro con la balena bianca. Ma il Pequod adesso è davvero vicino a Moby Dick e Achab non si fermerà di certo per soccorrerli. Infine viene incrociata la Letizia mentre il suo capitano sta facendo gettare a mare un marinaio ucciso da Moby Dick.
Starbuck, sentendo vicino il disastro, implora vanamente Achab per l'ultima volta di riconsiderare la sua sete di vendetta.

Il giorno dopo, il Pequod avvista Moby Dick. Per due giorni l'equipaggio insegue la balena, che infligge loro numerosi danni, compresa la scomparsa in mare del ramponiere Fedallah che al terzo giorno Moby Dick, riemergendo, mostra ormai morto avviluppato dalle corde dei ramponi. Conscio che il capodoglio che nuota lontano dal Pequod non cerca la morte dei balenieri, e che Achab è ossessionato dalla sua vendetta, Starbuck esorta un'ultima volta Achab a desistere, osservando che: 
(Moby Dick, Cap. 135)
Achab ignora per l'ennesima volta la voce della ragione e continua con la sua caccia sventurata. Poiché Moby Dick aveva danneggiato due delle tre lance che erano salpate per cacciarlo, l'imbarcazione di Achab è l'unica rimasta intatta. Achab rampona la balena, ma la corda del rampone si rompe. Moby Dick si scaglia allora contro il Pequod stesso, il quale, danneggiato gravemente, comincia ad affondare. Il capitano Achab rampona nuovamente la balena ma questa volta il cavo gli si impiglia al collo e, quando Moby Dick si immerge, viene trascinato negli abissi oceanici. Anche in punto di morte egli inveisce contro Moby Dick: «in nome dell'odio che provo, sputo su di te il mio ultimo respiro». La lancia viene quindi inghiottita dal vortice generato dall'affondamento della nave, nel quale quasi tutti i membri dell'equipaggio trovano la morte. Soltanto Ismaele riesce a salvarsi, aggrappandosi alla bara-gavitello di Queequeg, e dopo un intero giorno e un'intera notte viene fortunosamente recuperato dalla Rachele.

## Personaggi

### Il Pequod e il suo equipaggio
La nave con il suo equipaggio, destinati profeticamente alla morte, non solo è la protagonista del racconto di tutta la navigazione diretta alla caccia della balena, sia quando si ferma immobile, priva di vita, per l'assenza dei venti sia quando è squassata in tutte le sue strutture dalla tempesta, ma essa è anche il simbolo di un'avventurosa società americana multirazziale fiduciosa della forza che le proviene dalla comune volontà di vincere il male e progredire: «È la propaggine di una civiltà americana affascinata dalle proprie potenzialità di crescita e potenza. Dall’osservazione della vita sul Pequod Ismaele trae un'immensa varietà di significati: ... le ragioni e i limiti del vivere sociale; la possibilità di una comunione che travalichi le barriere religiose, razziali, sessuali; infine, i processi che determinano l'ascesa di un capo politico.»

### Il capitano Achab
Il capitano Achab è il protagonista assoluto della storia. La sua figura titanica ha un nome biblico: Ahab, nel Primo Libro dei Re (21: 26), è colui che «commise molti abomini, seguendo gli idoli». Egli guida l'equipaggio del Pequod nella folle impresa di caccia, ai quattro angoli dell'oceano, del bianco capodoglio, che ai suoi occhi ha le sembianze del biblico Leviatano. «Roso di dentro e arso di fuori dagli artigli fissi e inesorabili di un'idea incurabile», Achab deve vendicarsi di Moby Dick che, aggredito, aveva reagito e gli aveva tranciato e divorato una gamba quando «.. venne allora che il corpo straziato e l'anima ferita sanguinarono l'uno nell'altra [e] ... Achab e l'angoscia giacquero coricati insieme nella stessa branda». Ai suoi occhi, il capodoglio è l'incarnazione del male, che egli insegue e persegue fino alla catastrofe.

### Ismaele
(Inizio del libro)
Ismaele è il narratore, unico sopravvissuto, ma non il protagonista dell'epico racconto, e così si presenta ai lettori: «Chiamatemi Ismaele» (Call me Ishmael). Il nome ha origine biblica, nella Genesi infatti Ismaele è il figlio ripudiato di Abramo e della schiava Agar, entrambi cacciati nel deserto dopo la nascita di Isacco. Sicché "Chiamatemi Ismaele" è come dire "Chiamatemi esule, vagabondo". Egli riassume in sé la voce di tutti gli orfani, i diseredati della terra, ossia la condizione creaturale di tutti gli uomini e le donne del mondo. Descrive poco di sé stesso: solo che ha le spalle larghe e che è newyorkese.

### Moby Dick
Moby Dick è descritta nel libro come una balena bianca con uno sfiatatoio enorme, la mandibola storta, i fianchi flagellati da ramponi e «tre buchi alla pinna di tribordo». L'animale è il punto di riferimento per ogni personaggio; la sua insolita bianchezza - ovvero assenza di connotazioni etiche - simboleggia l'inaccettabile indifferenza della natura nei confronti dell'uomo. Una stranezza: il titolo del libro in lingua originale è Moby-Dick, ma poi in tutto il testo la balena è sempre chiamata Moby Dick, senza trattino. Sebbene la bestia sia distruttiva, potente e selvaggia, sono sorte più interpretazioni del personaggio di Moby Dick; alcuni credono che sia semplicemente un animale che agisce per puro istinto, ma il capitano Achab e molti balenieri lo considerano un'entità soprannaturale sapiente, pericolosa e malevola.

### Altri personaggi
- Queequeg è un gigante, nativo di una fittizia isola polinesiana chiamata Kokovoko o Rokovoko. Suo padre era un Gran Capo, un Re; suo zio un Gran Sacerdote. È il primo personaggio importante incontrato da Ismaele nella Locanda dello Sfiatatoio. Sul Pequod sarà il primo ramponiere. Descritto con curiosità e rispetto da Ismaele, non si separa mai da Yojo, il suo piccolo idolo che egli venera come una divinità. È protagonista di alcuni atti eroici tra cui il salvataggio di Tashtego che stava per morire dopo essere precipitato nella testa di un capodoglio morto dal quale si stava estraendo lo spermaceti.
- Starbuck è il primo ufficiale del "Pequod", nativo di Nantucket. Quacchero, viene descritto fisicamente come alto e magro, e di carattere severo e coscienzioso. Egli è «l'uomo più cauto che si possa trovare nella baleneria», prudente ma non codardo, sarà uno dei più riluttanti ad assecondare il folle piano di Achab. Come tutto l'equipaggio perisce in mare dopo un ennesimo tentativo di uccidere la balena bianca.
- Stubb è il secondo ufficiale, nativo di Capo Cod, descritto come un uomo allegro e spensierato, apparentemente indifferente ad ogni pericolo e minaccia, collezionista e fumatore di pipe.
- Flask è il terzo ufficiale, nativo di Tisbury, un giovane tozzo e rubicondo, baleniere intrepido benché poco sensibile al fascino del mare.
- Tashtego è il secondo ramponiere, un risoluto guerriero indiano nativo del "Capo Allegro", originariamente terra di guerrieri-cacciatori, che ora forniva a Nantucket molti dei suoi più audaci ramponieri.
- Daggoo è il terzo ramponiere, «un gigantesco negro selvaggio», imbarcatosi spontaneamente da giovane su una nave baleniera dal suo villaggio nativo in Africa.[13]
- Pip, abbreviazione di Pippin, un nero di piccola statura, suonatore di tamburello: è un ragazzo schiavo latitante, marinaio un po' stralunato e goffo; durante gli inseguimenti alle balene inevitabilmente finisce in mare e quando per la seconda volta accade viene abbandonato nell'oceano e ripescato solo molte ore dopo, completamente impazzito. Emarginato dall'intero equipaggio, viene invece accolto da Achab, che lo sente suo simile nella follia.
- Fedallah è un misterioso asiatico (Parsi) dai capelli a turbante, che sembra legato come un'ombra ad Achab da un influsso quasi telepatico: sarà lui a predire con una strana profezia la fine di entrambi.
- Lana Caprina è il cuoco di bordo che viene schernito da Stubb durante la cena a base di pinna di balena.

## Il viaggio del Pequod
(Capitolo 44)
Dunque il capitano Achab non doppia Capo Horn, ma il Capo di Buona Speranza: si dirige dunque a Sud, poi a Est, raggiungendo l'Oceano Pacifico attraverso l'Oceano Indiano.

## Filmografia
- Il mostro del mare di Millard Webb (1926)
- Moby Dick, il mostro bianco (Moby Dick) di Lloyd Bacon (1930)
- Moby Dick, il mostro del mare (Dämon des Meeres) di Michael Curtiz (1931)
- Moby Dick, la balena bianca (Moby Dick) di John Huston (1956)
- Moby Dick (Moby-Dick) di Richard Slapczynski (1977)
- Pagemaster - L'avventura meravigliosa (The Pagemaster) di Joe Johnston (1994)
- Moby Dick - miniserie TV (1998)
- 2010: Moby Dick di Trey Stokes (2010)
- Moby Dick - miniserie TV (2011)
- Heart of the Sea - Le origini di Moby Dick (In the Heart of the Sea) di Ron Howard (2015)

## Riferimenti nella cultura di massa
Il romanzo di Melville ha notevolmente influenzato gli autori successivi e ha generato innumerevoli citazioni in opere successive.

### Musica
- Nell'album Led Zeppelin II dei Led Zeppelin è presente un brano strumentale il cui titolo è proprio Moby Dick.
- Nell'album Touched By The Crimson King dei Demons & Wizards è presente una canzone che parla della vicenda, intitolata Beneath these Wave.
- L'album Leviathan dei Mastodon è un concept album basato sull'opera di Melville.
- Nell'album Samarcanda di Roberto Vecchioni, nel brano Canzone per Sergio vi è un riferimento al romanzo nei versi "Il capitano Achab non torna più / dal viaggio contro l'impossibile".[14]
- Nell'album Banco (1983) del Banco del Mutuo Soccorso gli viene dedicata una canzone (Moby Dick).
- Nell'album La giostra della memoria (1993) di Enrico Ruggeri vi è una canzone intitolata Bianca Balena, dedicata al romanzo.
- Nell'album Marinai, profeti e balene di Vinicio Capossela vi sono chiari rimandi al romanzo di Melville; in particolare il brano I fuochi fatui racconta la fine del capitano Achab e della baleniera Pequod, il brano La bianchezza della balena è ispirato al capitolo 42 del libro, il brano Il grande Leviatano è ispirato al sermone di un prete descritto nel capitolo 9 del libro.
- Nell'album Hermann di Paolo Benvegnù è presente una canzone intitolata Achab in New York, chiaro riferimento all'opera di Melville.
- Nell'album Signora Nessuno, edito nel 2020, la cantautrice e illustratrice Ottavia Brown omaggia la nota ossessione di Achab, nel blues Capitano Riposa.
- Gli Ahab, band funeral-doom metal tedesca, si ispirano fin dal nome al romanzo di Melville. Il loro disco d'esordio, The Call of the Wretched Sea, è un concept-album che ripercorre la trama del romanzo.
- Moby-Dick, opera americana in due atti, con musica di Jake Heggie e libretto di Gene Scheer.
- Nel 1975 Ernesto Bassignano pubblica l'album Moby Dick che prende il titolo dalla canzone omonima.[15]
- Il cantante e musicista Richard Melville Hall ha scelto come nome d'arte Moby in onore di Herman Melville, del quale è pronipote.

### Fumetti e animazione
- Moby Duck è un personaggio della Disney ispirato al romanzo; si tratta di un papero baleniero che appare per la prima volta in Paperino con Moby Duck (sulla scia d'una balena).[16]
- Nella serie a fumetti Bone di Jeff Smith sono presenti vari riferimenti (spesso parodistici) al romanzo.
- Nel manga e anime One Piece la Moby Dick è il nome della più grande nave della flotta di Barbabianca, uno dei più forti pirati di tutto il manga.
- Nel 2013 viene pubblicata sul settimanale Topolino una parodia in due puntate scritta da Francesco Artibani e disegnata da Paolo Mottura in cui Paperino e Paperon de' Paperoni vestono rispettivamente i panni di Ismaele e del capitano Achab.[17]
- Nell'anime Sampei vi è un riferimento al romanzo quando il protagonista s'imbatte in un pescatore che si fa chiamare, appunto, Capitano Achab, e il cui obiettivo è catturare Spada del Diavolo, un pesce spada (o marlin) che gli ha portato via una gamba (e che nell'anime prende il posto del cetaceo).
- Moby Dick 5 è il titolo italiano di un anime a tema fantascientifico, in cui uno dei personaggi principali è una grande balena bianca.

### Cinema
- Nel film The Whale (2022) di Darren Aronofsky, tratto dall'omonima opera teatrale di Samuel D. Hunter è citato più volte il romanzo.[18]

### Televisione
- Nell'episodio Contatti della prima stagione della serie televisiva X-Files, la coprotagonista Dana Scully si rivolge a suo padre William, un ufficiale della Marina degli Stati Uniti, chiamandolo Ahab, e questi le risponde con l'appellativo Starbucks. Nel doppiaggio italiano il riferimento a Moby Dick è andato perduto, poiché Dana lo chiama semplicemente "capitano" e si sente rispondere "Stella Marina".
- Moby Dick è stato un programma televisivo di approfondimento giornalistico condotto dal giornalista italiano Michele Santoro su Italia 1 tra 1996 e il 1999, il cui titolo riprende il celebre romanzo.

### Letteratura
- Nell'undicesimo capitolo della serie di libri per ragazzi Una serie di sfortunati eventi di Lemony Snicket, i protagonisti vestono con delle tute da palombaro con il ritratto di Herman Melville stampato sopra. Queeqeg è anche il nome del sottomarino dentro il quale si svolgono la maggior parte delle vicende narrate e che viene successivamente citato da vari protagonisti nel corso della storia.
- Il racconto Achab e Ismaele di Sergio Calzone (96, Rue de-La-Fontaine Edizioni, Torino 2017) costruisce un'ideale continuazione del romanzo di Melville.

### Altro
- Il videogioco Metal Gear Solid V: The Phantom Pain contiene numerosi riferimenti nella trama e nei personaggi al romanzo di Meville. Nelle prime fasi del gioco viene assegnato lo pseudonimo di Ahab (refrain di Achab) al protagonista che viene soccorso da un personaggio che vuole farsi chiamare Ishmael e che durante le missioni usa un elicottero da estrazione chiamato Pequod.
- Nella lectio magistralis per il Nobel Letteratura 2016, Bob Dylan ha ampiamente citato Moby Dick come uno dei suoi capisaldi di formazione e riferimento.[19]
- La catena Starbucks prende il nome dal primo ufficiale di coperta del Pequod; i fondatori avevano preso in considerazione anche di utilizzare il nome della nave.[20]
- La compagnia di navigazione italiana Moby Lines prende il nome da Moby Dick. Il suo logo è una balena di colore azzurro dall'espressione benevola.

## Edizioni italiane
- Moby Dick ovvero la Balena, collana Biblioteca europea n.2, versione integrale a cura di Cesare Pavese, Torino, Frassinelli, 1932,  pp. 884 (2 volumi), ISBN non esistente.
- Moby Dick ovvero la Balena, traduzione di Cesare Pavese riveduta e migliorata, Torino, Frassinelli, 1941,  pp. 892 (2 volumi) - Milano, Adelphi, 1987-2023.
- Moby Dick o la balena bianca (2 voll.), collana I Grandi Scrittori Stranieri n.230, introduzione, trad. e note a cura di Cesarina Melandri Minoli, Torino, UTET, 1958 - Introduzione di Ruggero Bianchi, Torino, UTET, 1982.
- collana Garzanti per tutti: I grandi libri, Moby Dick (2 voll.), traduzione di e introduzione di Nemi D'Agostino, Milano, Garzanti, 1966.
- Moby Dick, traduzione di Renato Ferrari, Introduzione di Clavio Ascari, XLIX, collana dei grandi narratori, Novara, Club del Libro, 1969 - Introduzione di Claudio Gorlier, collana Tesori della Narrativa Universale, Novara, De Agostini, 1982, 2 voll., pp. 619.
- Moby Dick (2 voll.), traduzione di Pina Sergi, Firenze, Sansoni, 1972 - Con un saggio di Harold Bloom, BUR, Milano, Rizzoli, 2004; Con le illustrazioni di Rockwell Kent, collana Classici deluxe, BUR, 2015, ISBN 978-88-17-08090-3.
- collana Oscar Classici, Moby Dick ovvero La balena, traduzione di Cesarina [Melandri] Minoli, revisione della traduzione e note di Massimo Bacigalupo, Introduzione di Fernanda Pivano, n. 86, Milano, Arnoldo Mondadori Editore, 1986, ISBN 88-04-28372-6 - Con un saggio di Harold Bloom, collana Grandi Classici, Mondadori, Milano, 2004-2017, ISBN 978-88-04-52516-5.
- Moby Dick, collana Grande Universale. Letture, traduzione di Ruggero Bianchi, cura e saggio introduttivo di Ruggero Bianchi, Milano, Mursia, 1996, ISBN 978-88-42-51916-4 - Con illustrazioni di Paul Durand, Mursia, 2007, ISBN 978-88-42-53869-1.
- Moby Dick, collana Ennesima, traduzione di Lucilio Santoni, Rimini, Guaraldi, 1995, ISBN 978-88-80-49046-3 - Collana Stelle dell'Orsa Maggiore, Torriana, Orsa Maggiore, 1995; Collana I Grandi, Milano, Rusconi, 2004, ISBN 978-88-18-01694-9 - Rusconi, 2021, ISBN 978-88-18-03656-5; Collana I grandi classici, Liberamente, 2019, ISBN 978-88-631-1437-9.
- Moby Dick, ovvero la Balena, traduzione e cura di Pietro Meneghelli, Roma, Newton Compton, 1995-2017.
- Moby Dick o la balena, collana I Classici Classici, traduzione di Bernardo Draghi, Milano, Frassinelli, 2001.
- Moby Dick, collana I Grandi Romanzi dell'800. La Biblioteca di Repubblica, traduzione di Lara Fantoni, Introduzione di Vito Amoruso, Roma, Gruppo L'Espresso, 2004.
- Moby Dick, collana UEF. I Classici, traduzione e cura di Alessandro Ceni, n. 2194, Milano, Feltrinelli, 2007, ISBN 978-88-07-82194-3.
- Moby-Dick o La Balena, collana Letterature, traduzione e cura di Giuseppe Natale, Torino, UTET, 2010, ISBN 978-88-02-08159-5.
- Moby Dick, collana Classici tascabili, traduzione di Bianca Gioni, n. 65, Milano, Dalai Editore, 2011, ISBN 978-88-6073-974-2.
- Moby Dick, traduzione di Alberto Rossatti, Il Narratore, 2013, ISBN 978-88-681-6057-9.
- Moby Dick, collana Supercoralli, traduzione di Ottavio Fatica, Torino, Einaudi, 2015, ISBN 978-88-06-21186-8 - Con uno scritto di Mario Vargas Llosa e un saggio di D. H. Lawrence, collana ET Classici, Einaudi, 2016, ISBN 978-88-062-3009-8.